# Copa América de Ciclismo
La Copa América de Ciclismo era una corsa in linea maschile di ciclismo su strada svoltasi dal 2001 al 2015 nello stato di San Paolo, in Brasile. Dal 2005 al 2008 e nuovamente dal 2012 al 2015 venne inserita nel calendario dell'UCI America Tour come prova di classe 1.2.

## Albo d'oro
Aggiornato all'edizione 2015.
| Anno | Vincitore          | Secondo            | Terzo                   |
| ---- | ------------------ | ------------------ | ----------------------- |
| 2001 | Andre Grizante     | Murilo Fischer     | Francisco Belo          |
| 2002 | John Lieswyn       | Gregorio Bare      | Nilceu dos Santos       |
| 2003 | Renato Roshler     | Matthew DeCanio    | Andre Grizante          |
| 2004 | Além Reyes         | Eddie Cisneros     | Armando Camargo         |
| 2005 | Nilceu dos Santos  | Cristian Leon      | Marcos Novello          |
| 2006 | Nilceu dos Santos  | Rodrigo Brito      | Héctor Figueiras        |
| 2007 | Nilceu dos Santos  | Francisco Chamorro | Raphael Serpa           |
| 2008 | Nilceu dos Santos  | Francisco Chamorro | Fabielle Mota           |
| 2009 | Francisco Chamorro | Nilceu Dos Santos  | Michel Fernandez García |
| 2010 | Geraldo Souza      | Edgardo Simon      | Raphael Serpa           |
| 2011 | Breno Sidoti       | Roberto Pinheiro   | Jean Carlo Coloca       |
| 2012 | Francisco Chamorro | Roberto Pinheiro   | Nilceu Dos Santos       |
| 2013 | Francisco Chamorro | Nilceu Dos Santos  | Kleber Da Silva         |
| 2014 | non disputata      | non disputata      | non disputata           |
| 2015 | Carlos Manarelli   | Francisco Chamorro | Cristian Egidio Rosa    |